# KK Zapruđe Zagreb
Košarkaški klub "Zagreb" (KK Zagreb; "Zagreb") je muški košarkaški klub iz Zagreba, Republika Hrvatska. 
 
do kraja 2020. godine klub je djelovao pod imenom Košarkaški klub "Zapruđe" (KK "Zapruđe"; "Zapruđe Zagreb"; "Zapruđe"). 
  
U sezoni 2022./23. klub se natječe u Prvoj muškoj košarkaškoj ligi, ligi drugog stupnja prvenstva Hrvatske. 

## O klubu
KK "Zapruđe" je osnovan početkom 1970.-ih u novozagrebačkom naselju Zapruđe. 
Klub se u nanovo osniva i registrira 2000. godine. 
 
Do 2014. godine klub se pretežno natjecao u nižim ligama, kada ulazi u "A-2 ligu – Centar" (kasnije "Druga muška liga – Centar"). 
Od sezone 2018./19. klub je član "Prve muške lige". 

Početkom 2010.-ih "Zapruđe" je imalo suradnju s jednim od vodećih hrvatskih klubova – "Cedevitom", te se jedno vrijeme nazivao i "Zapruđe Cedevita". 
 
Na prijelazu iz 2021. u 2022. godinu KK "Zapruđe" je promijenio ime u KK "Zagreb".

## Uspjesi
A-2 liga – Centar
- doprvak: 2015./16.

Druga muška liga – Centar
- doprvak: 2017./18.

## Vanjske poveznice
- kk-zagreb.com, službene stranice
- kk-zaprude.hr, službene stranice
- KK Zapruđe, facebook stranica
- eurobasket.com, KK Zaprude
- sportilus.com, KOŠARKAŠKI KLUB ZAPRUĐE
- basketball.hr, KK Zapruđe
- arhiva.hks-cbf.hr, KK Zapruđe
- ksz-zagreb.hr, Košarkaški klubovi.